# Jarlsdösen
Der Jarlsdösen (auch Kycklinghönan genannt) ist ein Dolmen auf einem Hügel von etwa 14,5 m Durchmesser am Stendalavägen im Nordwesten von Järrestad, westlich von Simrishamn in Schonen in Schweden.
Die Kammer des Polygonaldolmen ist annähernd rund und hat etwa 3,0 m Durchmesser. Sie besteht aus sieben Tragsteinen und einem bis auf 2,5 m Höhe aufragenden Deckstein. Die Tragsteine sind 0,85–1,3 m hoch, 0,6–1,4 m breit und 0,6–1,0 m dick. Der Deckstein misst etwa 3,0 × 2,5 m und ist 1,0 m dick. Im Westen fehlt ein Stein. In der Lücke liegen einige 0,2–0,4 m messende Steine im Boden.
Etwa 1,5 Kilometer nördlich liegen die Felsritzungen von Järrestad und etwa 3,5 Kilometer nördlich das Ganggrab Gladsax 2.